# Гартан
Гартан (фр. Gartempe) је река у Француској. Дуга је 205 km. Улива се у реку Крез. 